# Rustignè
Rustignè è la più piccola delle sei frazioni del comune di Oderzo (TV). Al 31 dicembre 2002 contava 526 abitanti.

## Storia
Per secoli Rustignè rappresentò una borgata piccolissima, abitata da un'esigua popolazione. Solo tra il Tre e il Quattrocento fu edificata un oratorio intitolato a Santa Margherita di Antiochia, alla quale un anonimo benefattore lasciò alcuni campi che dessero sufficienti rendite.
La chiesetta andò distrutta nel Cinquecento da un'alluvione del Piave, ma fu ricostruita più grande e adatta al culto. Tuttavia si dovette aspettare il 1762 per avere un cappellano residente (anche perché mancava la canonica); di conseguenza, il luogo di culto si dotò di un tabernacolo e di un fonte battesimale.

## L'origine del nome
Il paese era in origine noto come Cambolpo. Secondo l'Agnoletti, questo antico toponimo deriva da "cani e volpi" o "campo delle volpi", in riferimento all'abbondante selvaggina; Dante Olivieri lo avvicina a campus e al nome personale Vulpius, con il significato di "campo di Volpio".
L'attuale toponimo (anticamente Rustignetum) si è fissato sul finire del XV secolo. Sempre per l'Agnoletti, deriverebbe dal termine dialettare rust cioè "rusco", "pungitopo", legato forse alla vicina Selva Fetontea, vasta foresta che anticamente si estendeva lungo la costa veneto-friulana.

## Monumenti e luoghi d'interesse

### Chiesa parrocchiale
La chiesa parrocchiale attuale è stata ristrutturata dopo il 1882, anno in cui è stata realizzata la facciata attuale e restaurata la chiesa più antica, edificata alla fine del XV secolo.

### Villa Ottoboni-Mercante
Di origini cinquecentesche, ha subito ricostruzioni e ampliamenti nel 1611 e nel Settecento. Proprietari ne erano i veneziani Ottoboni e vi trascorse l'infanzia Pietro Vito Ottoboni, futuro papa Alessandro VIII, e per lunghi periodi fu abitata dal nipote di questi, il principe Antonio Ottoboni.
Va citata la chiesetta di San Gaetano Thiene, innalzata dal cardinale Pietro Ottoboni nel 1732 per essere adibita ad oratorio pubblico.

## Cultura

### Eventi
La "Sagra dee castagne e del vin novo" si svolge ad inizio ottobre: è organizzata dal GRSC Rustigné.
Durante il mese di gennaio si svolge anche l’antica tradizione del Panevin dell’Ottavario.
La famosa “Marcia dea Tornaressa” si svolge ogni anno a cavallo fra i mesi di gennaio e febbraio, la marcia si svolge sin dal 1985 e conta ogni anno numerosi partecipanti.

## Infrastrutture e trasporti
La piccola frazione era servita di una fermata lungo la vecchia ferrovia Treviso-Portogruaro. Nel 1966 la linea è stata dismessa per i danni dovuti ad un'alluvione. La fermata non è stata ripristinata quando la ferrovia è tornata in funzione sul finire degli anni novanta.